# Tatyana Felgenhauer
Tatyana Vladímirovna Felgenhauer (ruso: Татья́на Влади́мировна Фельгенга́уэр; apellido real Shádrina, nacida en Tashkent, República Socialista Soviética de Uzbekistán, Unión Soviética, 6 de enero de 1985) es una periodista rusa.

## Carrera profesional
Es corresponsal y presentadora de la emisora de radio Eco de Moscú, y su jefa de redacción adjunta. Participó en las acciones de protesta contra la falsificación de las elecciones en la Plaza Bolótnaya y la Avenida Sájarov, donde cubrió en vivo dichos acontecimientos para la emisora radiofónica.
Recibió el Premio Moscú en el campo del periodismo en 2010 (junto con Matvéi Ganapolski).
El 23 de octubre de 2017, un hombre con un cuchillo irrumpió en el edificio de la emisora Eco de Moscú e hirió a Felgenhauer en el cuello. Un informe de la televisión estatal rusa durante ese mes acusó a la emisora radiofónica, y a Felgenhauer directamente, de trabajar en beneficio de intereses extranjeros en Rusia. Sin embargo, la evidencia muestra que el motivo del atacante podría ser personal y no político. La policía está investigando el hecho como un homicidio frustrado.

## Familia
Pável Felgenhauer, un analista militar ruso de padre estadounidense, es su padrastro. Así mismo ejerce de comentarista experto en cuestiones de defensa del periódico Nóvaya Gazeta de Moscú.
Tatyana está divorciada y no tiene hijos.